# São Miguel do Tapuio
São Miguel do Tapuio is een gemeente in de Braziliaanse deelstaat Piauí. De gemeente telt 18.082 inwoners (schatting 2011).